# Màslama ibn Mukhal·lad ibn as-Sàmit al-Ansarí
Abu-Man o Abu-Saïd o Abu-Úmar Màslama ibn Mukhàl·lad ibn as-Sàmit al-Ansarí al-Khazrají (àrab: مسلمة بن مخلد بن صامت الأنصاري الخزرجي, Maslama b. Muẖallad b. Ṣāmit al-Anṣārī al-Ḫazrajī) (vers 618/622-682) fou un company del Profeta. Tenia un màxim de 14 anys quan aquest va morir.
Va participar en la conquesta d'Egipte. Fou lleial a Úmar ibn al-Khattab però hostil a Alí ibn Abi-Tàlib i es va oposar a Muhàmmad ibn Abi Bakr (fill del califa) nomenat governador d'Egipte (658) i hauria participar en les operacions en les quals va morir Muhàmmad; va servir fidelment a Amr ibn al-As que va exercir per segona vegada el govern fins a la seva mort (663/664). No se l'esmenta sota els dos governador següents, Utba ibn Abi-Sufyan ibn Harb (664-665) i Uqba ibn Àmir al-Gahny Abu-l-Abbàs "el Ferotge" (665-667).
Segons at-Tabarí llavors fou nomenat governador Muàwiya ibn Hudayj (667-670) però no l'esmenta cap més font, i totes les altres estan d'acord que llavors fou nomenat Màslama com a governador (667-682). El califa Yazid I ibn Muàwiya (680–683) el va mantenir en el càrrec que va exercir fins a la seva mort el 9 d'abril del 682 a l'edat de 61 o 65 anys (ja que tenia entre 10 i 14 quan va morir el Profeta). En el seu govern va efectuar alguns atacs als romans d'Orient i va construir els minarets de la mesquita d'Amr. El 675 (segons Ibn Idhari) va substituir a Uqba ibn Nafi al-Fihrí (670-675) com a governador o valí d'Ifríqiya, nomenant Abu-l-Muhàjir Dinar al-Makhzumí (675-681).